# Organisationen af Amerikanske Stater

Organisationen af Amerikanske Stater (forkortes OAS og OEA på de fire officielle sprog: engelsk, spansk, portugisisk og fransk) er en international organisation med hovedsæde i Washington D.C., USA. Organisation har 35 medlemslande i Nord- og Sydamerika.